# 約翰遜縣 (喬治亞州)
約翰遜縣（英語：Johnson County）是美國喬治亞州東部的一個縣。面積794平方公里。根據美國2000年人口普查，共有人口8,560人，2005年人口9,538人。縣治賴茨維爾（Wrightsville）。
成立於1858年12月16日。縣名以歷任州長、參議員、1856年民主黨副總統候選人赫歇爾·V·約翰遜（Herschel Vespasian Johnson）。